# Moayad Abu Keshek
Moayyad Omar Suleiman Abu Keshek (27 aprile 1982) è un calciatore giordano, centrocampista dello Shabab Al-Khadr.

## Carriera

### Club
Comincia a giocare all'Al-Baqa'a. Nel 2007 passa all'Al-Faysali. Nell'estate 2012 si trasferisce in Palestina, al Jabal Al-Mukaber. Nel gennaio 2013 torna in patria, allo Shabab Al-Ordon. Nell'estate 2013 passa al Fanja, squadra della massima serie omanita. Nel 2014 torna in patria, all'Al-Faysali. Nel 2016 viene acquistato dallo Shabab Al-Khadr, squadra della massima serie palestinese.

### Nazionale
Ha debuttato in Nazionale nel 2002. Ha messo a segno la sua prima rete con la maglia della Nazionale il 19 settembre 2010, nell'amichevole Giordania-Bahrein (2-0), in cui ha siglato la rete del momentaneo 1-0. Ha partecipato, con la Nazionale, alla Coppa d'Asia 2011. Ha collezionato in totale, con la maglia della Nazionale, 38 presenze e una rete.